# Narong Chonsin
Narong Chonsin – tajski zapaśnik walczący w stylu klasycznym. 
Zajął dziewiąte miejsce na mistrzostwach Azji w 2009. Brązowy medalista igrzysk Azji Południowo-Wschodniej w 2003 roku.